# Australisch tenniskampioenschap 1959
De 47e editie van het Australische grandslamtoernooi, het Australisch tenniskampioenschap 1959, werd gehouden van 16 tot en met 26 januari 1959. Voor de vrouwen was het de 33e editie. Het toernooi werd gespeeld op de grasbanen van het Memorial Drive Tennis Centre te Adelaide.

## Belangrijkste uitslagen
Mannenenkelspel

Finale: Alex Olmedo (VS) won van Neale Fraser (Australië) met 6-1, 6-2, 3-6, 6-3
Vrouwenenkelspel

Finale: Mary Reitano (Australië) won van Renée Schuurman (Zuid-Afrika) met 6-2, 6-3
Mannendubbelspel

Finale: Rod Laver (Australië) en Bob Mark (Australië) wonnen van Don Candy (Australië) en Robert Howe (Australië) met 9-7, 6-4, 6-2
Vrouwendubbelspel

Finale: Sandra Reynolds (Zuid-Afrika) en Renée Schuurman (Zuid-Afrika) wonnen van Lorraine Coghlan (Australië) en Mary Reitano (Australië) met 7-5, 6-4
Gemengd dubbelspel

Finale: Sandra Reynolds (Zuid-Afrika) en Bob Mark (Australië) wonnen van Renée Schuurman (Zuid-Afrika) en Rod Laver (Australië) met 4-6, 13-11, 6-1
Meisjesenkelspel

Finale: Jan Lehane (Australië) won van Margaret Smith (Australië) met 6-1, 6-0
Meisjesdubbelspel

Winnaressen: Jan Lehane (Australië) en Dawn Robberds (Australië)
Jongensenkelspel

Winnaar: Butch Buchholz (VS)
Jongensdubbelspel

Winnaars: José Luis Arilla (Spanje) en Butch Buchholz (VS)
1905 · 1906 · 1907 · 1908 · 1909 · 1910 · 1911 · 1912 · 1913 · 1914 · 1915 · 1916–1918 · 1919 · 1920 · 1921 · 1922 · 1923 · 1924 · 1925 · 1926 · 1927 · 1928 · 1929 · 1930 · 1931 · 1932 · 1933 · 1934 · 1935 · 1936 · 1937 · 1938 · 1939 · 1940 · 1941–1945 · 1946 · 1947 · 1948 · 1949 · 1950 · 1951 · 1952 · 1953 · 1954 · 1955 · 1956 · 1957 · 1958 · 1959 · 1960 · 1961 · 1962 · 1963 · 1964 · 1965 · 1966 · 1967 · 1968
↓ open tijdperk ↓
1969 (m-v-md-vd-gd) · 1970 (m-v-md-vd) · 1971 (m-v-md-vd) · 1972 (m-v-md-vd) · 1973 (m-v-md-vd) · 1974 (m-v-md-vd) · 1975 (m-v-md-vd) · 1976 (m-v-md-vd) · jan 1977 (m-v-md-vd) · dec 1977 (m-v-md-vd) · 1978 (m-v-md-vd) · 1979 (m-v-md-vd) · 1980 (m-v-md-vd) · 1981 (m-v-md-vd) · 1982 (m-v-md-vd) · 1983 (m-v-md-vd) · 1984 (m-v-md-vd) · 1985 (m-v-md-vd) · 1986 · 1987 (m-v-md-vd-gd) · 1988 (m-v-md-vd-gd) · 1989 (m-v-md-vd-gd) · 1990 (m-v-md-vd-gd) · 1991 (m-v-md-vd-gd) · 1992 (m-v-md-vd-gd) · 1993 (m-v-md-vd-gd) · 1994 (m-v-md-vd-gd) · 1995 (m-v-md-vd-gd) · 1996 (m-v-md-vd-gd) · 1997 (m-v-md-vd-gd) · 1998 (m-v-md-vd-gd) · 1999 (m-v-md-vd-gd) · 2000 (m-v-md-vd-gd) · 2001 (m-v-md-vd-gd) · 2002 (m-v-md-vd-gd) · 2003 (m-v-md-vd-gd) · 2004 (m-v-md-vd-gd) · 2005 (m-v-md-vd-gd) · 2006 (m-v-md-vd-gd) · 2007 (m-v-md-vd-gd) · 2008 (m-v-md-vd-gd) · 2009 (m-v-md-vd-gd) · 2010 (m-v-md-vd-gd) · 2011 (m-v-md-vd-gd) · 2012 (m-v-md-vd-gd) · 2013 (m-v-md-vd-gd) · 2014 (m-v-md-vd-gd) · 2015 (m-v-md-vd-gd) · 2016 (m-v-md-vd-gd) · 2017 (m-v-md-vd-gd) · 2018 (m-v-md-vd-gd) · 2019 (m-v-md-vd-gd)  · 2020 (m-v-md-vd-gd) · 2021 (m-v-md-vd-gd) · 2022 (m-v-md-vd-gd) · 2023 (m-v-md-vd-gd) · 2024 (m-v-md-vd-gd) · 2025 (m-v-md-vd-gd)
Lijst van Australian Openwinnaars